# Acanthathous
Acanthathous là một chi bọ cánh cứng trong họ 
Elateridae.
Chi này được miêu tả khoa học năm 1896 bởi Champion.

## Các loài
Các loài trong chi này gồm:
- Acanthathous aequinoctialis (Champion, 1896)
- Acanthathous angusticollis (Champion, 1896)
- Acanthathous aztecus (Champion, 1896)
- Acanthathous campanulatus (Champion, 1896)
- Acanthathous carinicollis (Champion, 1896)
- Acanthathous championi (Schwarz, 1901)
- Acanthathous marcidus (Champion, 1896)
- Acanthathous mexicanus (Champion, 1896)
- Acanthathous pachyderoides Champion, 1896
- Acanthathous photinoides (Champion, 1896)
- Acanthathous rugipennis (Champion, 1896)